# Caswell (Wisconsin)
Caswell – miasto w Stanach Zjednoczonych, w stanie Wisconsin, w hrabstwie Forest.